# Norsketinden
De Norsketinden is een berg in Nationaal park Noordoost-Groenland in het oosten van Groenland. De berg ligt in de Stauningalpen in het Scoresbyland.
De berg heeft een hoogte van 2797 meter.
Op ruim vier kilometer naar het zuidwesten ligt de Gullygletsjer en op ruim vier kilometer naar het noordwesten de Vikingegletsjer.